# Sicista kluchorica
Sicista kluchorica is een zoogdier uit de familie van de berkenmuizen (Sminthidae). De wetenschappelijke naam van de soort werd voor het eerst geldig gepubliceerd door Sokolov, Kovalskaya & Baskevich in 1980.